# Bádminton en los Juegos del Pacífico 2019
El Bádminton en los Juegos del Pacífico 2019 se disputó en el Falaeta Sports Complex de Tuanaimato del 8 al 13 de julio y contó con la participación de Islas Marianas del Norte por primera vez en la historia del evento en los Juegos del Pacífico.

## Participantes
Siete países formaron parte del evento:
| - Fiyi - Kiribati - Nueva Caledonia - Islas Marianas del Norte | - Samoa - Polinesia Francesa - Tonga |

## Resultados
| Evento               | Oro | Plata | Bronce |
| -------------------- | --- | --- | --- |
| Individual Masculino | Rémi Rossi Polinesia Francesa | Yohan de Geoffroy Nueva Caledonia | Louis Beaubois Polinesia Francesa |
| Dobles Masculino     | Polinesia Francesa Rauhiri Goguenheim Rémi Rossi                                                                                      | Polinesia Francesa Quentin Bernaix Tarepa Bourgery | Nueva Caledonia Ronan Ho-Yagues Morgan Paitio |
| Individual Femenino  | Dgeniva Matauli Nueva Caledonia | Coralie Bouttin Polinesia Francesa | Danielle Whiteside Fiyi |
| Dobles Femenino      | Nueva Caledonia Johanna Kou Dgeniva Matauli                                                                                           | Fiyi Karyn Gibson Andra Whiteside | Polinesia Francesa Coralie Bouttin Esther Tau |
| Dobles Mixtos        | Polinesia Francesa Rémi Rossi Coralie Bouttin                                                                                         | Fiyi Burty Molia Karyn Gibson | Nueva Caledonia Morgan Paitio Johanna Kou |
| Equipo Mixto         | Fiyi Ahmad Ali Alissa Dean Martin Feussner Karyn Gibson Liam Fong Ryan Fong Burty Molia Andra Whiteside Danielle Whiteside Ashley Yee | Nueva Caledonia Yohan de Geoffroy Ronan Ho-Yagues Soizick Ho-Yagues Johanna Kou Dgenyva Matauli Cecilia Moussy Bryan Nicole Morgan Paitio Melissa Sanmoestanom | Polinesia Francesa Ingrid Ateni Louis Beaubois Quentin Bernaix Tarepa Bourgery Coralie Bouttin Heinamu Frogier Rauhiri Goguenheim Manuarii Ly Hinhere Mara Melissa Mi You Rémi Rossi Esther Tau |

## Medallero
| # | País               | Medalla de oro | Medalla de plata | Medalla de bronce | Total |
| - | ------------------ | -------------- | ---------------- | ----------------- | ----- |
| 1 | Nueva Caledonia    | 2              | 2                | 2                 | 6     |
| 2 | Fiyi               | 1              | 2                | 1                 | 5     |
| 3 | Polinesia Francesa | 3              | 2                | 3                 | 8     |